# Circonscription de Metu
La circonscription de Metu est une des 177 circonscriptions législatives de l'État fédéré Oromia, elle se situe dans la Zone Illubabor. Son représentant actuel est Wasihun Tadesse Degago.